# Бондарев, Пётр Павлович
Пётр Па́влович Бо́ндарев (30 сентября 1888 — 15 августа 1920, Забродье, Польская Республика) — российский революционер, политик. Председатель Чебоксарского уездного исполнительного комитета РКП(б) с апреля 1918 по весну 1919 года.

## Биография
Родился 30 сентября 1888 в Мариинском Посаде.
С 1907 года — член РСДРП. В 1910 году окончил Казанское промышленное училище, после чего работал техником-строителем Чебоксарского уездного земства.
Участвовал в 1-й мировой войне и Февральской революции. С осени 1917 года вступил в РСДРП(б). Проявив себя активным работником, в марте 1918 года он был избран председателем Чебоксарского уездного исполнительного комитета РКП(б). Весной 1919 года по партийной мобилизации Бондарев П. П. был направлен в Красную армию. Воевал на Западном фронте военным инженером 21-й стрелковой дивизии, затем участвовал в боях против Русской армии Колчака и ВСЮР. В августе 1920 погиб в ходе наступательных боёв под Варшавой (д. Забродье, Республика Польша)

## Память
В его честь были названы улицы в городах Чебоксары и Мариинский Посад Чувашской Республики.